# Anja Schlosser
Anja Schlosser ist eine deutsche Opern- und Konzertsängerin (Mezzosopran).

## Leben
Schlosser wuchs im bayerischen Chiemgau auf und absolvierte ihr Gesangsstudium am Salzburger Mozarteum bei Ingrid Mayr. Sie erweiterte ihre Ausbildung in der Liedklasse von Wolfgang Holzmair sowie in der Opernklasse von Josef Wallnig und schloss ihr Studium 2007 mit Auszeichnung ab. Zusätzlich besuchte sie Meisterklassen bei Robert Holl, Julie Kaufmann, Lilian Sukis, Barbara Bonney und Angelika Kirchschlager.
Noch während ihres Studiums debütierte sie bei den Salzburger Festspielen. Im August 2006 sang sie den Apollo in einer John-Dew-Inszenierung von Mozarts Apollo und Hyacinth. Diese Partie verkörperte sie in der folgenden Spielzeit auch mit dem Staatstheater Darmstadt bei einer Korea-Tournee, die Produktion ist auch auf DVD erschienen. 

### Oper
Schlosser verfügt über ein breitgefächertes Repertoire, welches von lyrischen Hosenrollen – Prinz Orlofski in Johann Strauss’ Fledermaus und Cherubino in Le nozze di Figaro – über die Olga in Tschaikowskis Eugen Onegin und die Suzuki in Puccinis Madama Butterfly bis zu dramatischen Richard-Wagner- und Richard-Strauss-Partien reicht.
Von 2008 bis 2011 war die Sängerin am Opernhaus Zürich engagiert, wo sie als Wirtstochter in Humperdincks Königskindern, als Olga in Eugen Onegin, als Fjodor in Mussorgskis Boris Godunow sowie im Ring des Nibelungen als Wellgunde und Siegrune auf der Bühne stand. Im Herbst 2010 war sie im Rahmen ihrer Zürcher Engagements an einer Wiederentdeckung des Intendanten Alexander Pereira beteiligt: In Emanuel Schikaneders Der Stein der Weisen oder Die Zauberinsel sang sie – gemeinsam mit Ruben Drole – das Buffo-Paar Lubano und Lubanara.
Gastspiele führten Schlosser als Brigitta in Korngolds Die tote Stadt ans Stadttheater Bern, als Siegrune an das Teatro de la Maestranza in Sevilla, als Dryade in Ariadne auf Naxos an die Hamburgische Staatsoper, schließlich auch als Olga in Eugen Onegin und Rossweiße in der Walküre an das Aalto-Theater in Essen, wo sie in der Spielzeit 2012/13 fest engagiert war und unter anderem als Suzuki und Orlofsky zu sehen und zu hören war. 
Im Sommer 2012 kehrte Schlosser zu den Salzburger Festspielen zurück und übernahm in der Felsenreitschule die 2. Dame in der Zauberflöte – mit Nikolaus Harnoncourt am Pult. Im Frühjahr 2013 debütierte sie als Wellgunde und Schwertleite im Ring des Nibelungen an der Opéra Bastille in Paris. Im Juli 2014 sang sie in Sevilla erstmals als Flosshilde in der Götterdämmerung. 2015 debütierte sie als Erda im Rheingold am Anhaltischen Theater Dessau sowie als Blumenmädchen in Parsifal an der Staatsoper im Schillertheater in Berlin.

### Konzert
Eine Reihe von Konzertverpflichtungen führten die Sängerin u. a. in die Alte Oper Frankfurt, das Konzerthaus Berlin, die Philharmonie Essen, die Stuttgarter Liederhalle, die Rheingoldhalle Mainz, die Hamburger Laeiszhalle sowie auf Tourneen nach Italien, Luxemburg, Polen und Taiwan. Dabei arbeitete sie mit Dirigenten wie Jeffrey Tate, Hansjörg Albrecht, Helmuth Rilling, Justus Frantz, Dennis Russell Davies und Christoph Poppen.

## Auszeichnungen
- 2007: 45. Internationaler Gesangswettbewerb „Francisco Viñas“ – 3. Preis Gesang, Spezialpreis Lied und Oratorium
- Stipendiatin des Richard-Wagner-Verbands

## Nachweise
1. ↑  Dirk Aschendorf: Sie singt lieber Wagner als Rossini. In: Westdeutsche Allgemeine Zeitung. Funke Mediengruppe, 3. März 2012, abgerufen am 10. September 2015.
2. ↑  Opera vom Januar 2011, S. 69: Switzerland, abgerufen am 14. Oktober 2014.

| Personendaten    | Personendaten             |
| ---------------- | ------------------------- |
| NAME             | Schlosser, Anja           |
| KURZBESCHREIBUNG | deutsche Mezzosopranistin |
| GEBURTSDATUM     | 20. Jahrhundert           |